# Падерки-Кабачі
Падерки-Кабачі (рос. Падерки-Кабачи) — присілок в Куйбишевському районі Калузької області Російської Федерації.
Населення становить 17 осіб. Входить до складу муніципального утворення Селище Бетлиця.

## Історія
Від 2004 року входить до складу муніципального утворення Селище Бетлиця.

## Населення
| 2002 | 2010 |
| ---- | ---- |
| 26   | ↘17  |